# Euripersia interrupta
Euripersia interrupta är en insektsart som först beskrevs av Goux 1934.  Euripersia interrupta ingår i släktet Euripersia och familjen ullsköldlöss.
Artens utbredningsområde är Frankrike. Inga underarter finns listade i Catalogue of Life.